# Fonds négocié en bourse
Ne doit pas être confondu avec fonds indiciel.
Pour les articles homonymes, voir ETF et FNB.
 (mars 2023).
Motif : Manque références, informel
Un fonds négocié en bourse (FNB), appelé en anglais : Exchange-Traded Fund (ETF), est un fonds de placement qui regroupe un ensemble de valeurs mobilières (actions, obligations, matières premières, etc.) et dont les parts peuvent être achetées ou vendues en bourse comme des actions.
Ce type de fonds inclut notamment les fonds indiciels cotés, appelés au Canada fonds indiciels négociables en bourse (FINB). Cependant les fonds indiciels ne sont pas tous cotés en bourse et les FNB ne sont pas tous indiciels (il existe des FNB à rendement inverse, des FNB à effet de levier, et des FNB à effet de levier inversé).

## Caractéristiques
Les FNB physiques ont recours à des titres individuels ou à des actifs physiques (tels que les produits agricoles, les ressources naturelles et les métaux précieux) ; les FNB synthétiques utilisent quant à eux des contrats sur instruments dérivés, appelés swap sur le rendement total (SRT), pour reproduire l’exposition de FNB physiques ou visant des stratégies à effet de levier. Un FNB à effet de levier utilise des contrats à terme équivalents à un swap.
Un  fonds négocié en bourse physique sous gestion passive suit de près celui des actifs sous-jacents qu'il contient. Un FNB synthétique indiciel suit les rendements de l’indice boursier qu’il reproduit de plus près qu'un FNB physique. Un FNB varie à la hausse ou à la baisse comme ses actifs sous-jacents.
Certains fonds indiciels reflètent les indices boursiers de tous les pays, de tous les secteurs financiers ou de tous les styles de gestion.
Étant donné que les fonds négociés en bourse indiciels n’emploient pas d’analystes financiers, leurs frais d’administration (entrée, gestion, sortie) sont minimes (0,1 % à 0,9 % par année) comparativement aux frais des fonds mutuels et des fonds de placement (1 % à 5 % par année). Le coût de gestion d'un FNB sur le marché européen est estimé à environ 0,25 % par an.
Cependant, de manière formelle, un FNB peut être un fonds actif ou passif. À ce jour[Quand ?], il existe bien plus de FNB passifs que de fonds actifs aux États-Unis[réf. non conforme] ou dans le monde. Comme tout fonds de placement, les FNB peuvent être gérés activement ou passivement, mais ceux en gestion passives, soit des fonds indiciels, représentent toujours la majorité des FNB.
Lorsque de nouvelles actions d'un FNB sont créées en raison d'une demande accrue, on parle d'« entrées de FNB ». Lorsque les actions de FNB sont converties en titres constitutifs, on parle de « sorties de FNB »[réf. non conforme].
70% des ETF concernent[pas clair] les États-Unis. Les investisseurs dans des ETF sont principalement institutionnels.

## Terminologie
L'expression "fonds négocié en bourse" (FNB) est utilisée au Canada,,.
L'expression "fonds cotés" peut être utilisée en Europe, par exemple dans le Règlement délégué (UE) 2017/588 de la Commission du 14 juillet 2016.
En Europe, dans le Règlement délégué (UE) 2017/588 de la Commission du 14 juillet 2016, l'expression fonds coté est utilisée  dans la version française comme équivalent à Exchange-Traded Fund en version anglaise.
L'acronyme ETF est également utilisé en langue française.
Certains fonds sont appelés tracker,. Au Canada, on les nomme fonds indiciels. Ces  FNB passifs suivent un indice financier le plus fidèlement possible, contrairement aux autres formes d'investissement collectif qui tentent de battre un indice de référence.
Dans l'union européenne, qui compte 24 langues officielles, l'abréviation ETF dans les identifiants vise à s'affranchir des problèmes de traduction. L'Autorité européenne des marchés financiers, qui régule et supervise les marchés financiers de l'UE, recommande de ne pas utiliser Exchange-Traded Fund comme identifiant afin d'éviter les problèmes liés à la traduction dans les langues nationales.

## Types de FNB
On distingue plusieurs types de FNB, certains suivent des indices, des actions, des matières premières, etc. On peut aussi distinguer les FNB ayant une politique de « capitalisation » ou de distribution des dividendes. On peut aussi distinguer les FNB sur le type de réplication utilisé : réplication physique (les titres sont physiquement achetés), ou synthétique.

### Fonds à réplication physique
Ce type de FNB réplique la performance d'un indice boursier, le CAC 40 ou le Dow Jones à titre d'exemple, par des investissements réalisés directement dans les entreprises qui composent les indices cibles. Chaque titre se voit, dès lors, accorder la même proportion que dans l'indice. Pour le gestionnaire, cette approche par réplication physique suppose d'ajuster constamment les valeurs des actifs sous gestion en fonction de leur position dans l'indice cible, afin de répliquer de la manière la plus précise possible l'évolution de l'indice.

### Fonds à réplication synthétique
Ce type de FNB fonctionne avec un mécanisme plus complexe : il investit dans un panier d'actif divers, appelé le collatéral, mais reproduit la performance d'un indice boursier spécifique via un contrat swap de performance ou total return swap, passé avec une contrepartie. Le plus souvent, le collatéral est la banque propriétaire de la société de gestion de FNB. Ainsi, même si le FNB ne détient pas les mêmes actifs que l'indice qu'il est censé reproduire, le swap de performance lui permet de suivre la performance de ce dernier.
La performance de l'échantillon (le collatéral) ainsi constitué est comparée par rapport à celle réalisée par l'indice cible. Le collatéral est généralement investi dans des valeurs très liquides (grandes capitalisations internationales, bons du Trésor…) afin d'en faciliter sa gestion. Ce type de FNB n'investit donc pas forcément sur des valeurs associées à l'indice sous-jacent.

### ETFs thématiques
La recherche met en évidence la nature subjective de la définition des investissements thématiques, tels que les ETFs thématiques axés sur l'IA, souvent due à des critères de sélection opaques, et propose une méthodologie basée sur les données utilisant les divulgations d'entreprise pour améliorer la transparence. La SEC a récemment inculpé deux conseillers en investissement pour "lavage d'IA", accusés d'avoir exagéré leur implication dans l'IA afin de tirer parti de l'enthousiasme du marché.

## Historique et vue d’ensemble du marché des FNB
Au Canada la bourse de Toronto TSX crée en mars 1990 le premier FNB de l'ère moderne, celui-ci pouvant effectivement être négocié en bourse. C'est cependant aux États-Unis que le marché des FNB a pris son essor, avec la création en janvier 1993 d'un FNB de style canadien, le SPDR S&P 500.
À la fin 2012, le secteur mondial des ETF représentait 1 920 milliards de dollars d'actifs sous gestion.
En 2016, les ETF représentent mondialement 3400 milliards de dollars d'actifs dont 542 milliards de dollars dans des ETF européens. Parmi les ETF européens, les ETF irlandais représentent 287 milliards d'euros.
En 2018, ce montant a dépassé les 5 000 milliards de dollars, porté par un engouement fort de la part des investisseurs.
En 2023, les ETF irlandais représentent 953 milliards d'euros (67% du marché de l'UE) contre 277 milliards d'euros pour le Luxembourg (19%).

## Fonds indiciels et fonds de gestion active
Les promoteurs des fonds négociés en bourse font valoir que les analystes financiers ne sont pas capables de battre les indices boursiers sur une longue période. Ils considèrent donc qu’il est inutile de payer pour leurs services et qu’il vaut mieux acheter un fonds qui reproduit directement un indice boursier (ou tout autre indice prédéterminé),. Une étude de S&P Dow Jones Indices en 2022 sur les fonds communs de placement à gestion active a aussi révélé que pas un seul fonds commun de placement n'avait réussi à battre son indice de référence sur les marchés boursiers ou obligataires américains de manière régulière et convaincante au cours des cinq années précédentes.
Une partie de l'engouement autour des FNB s'explique donc par des frais d'administration plus réduits sur ces produits que sur des investissements plus classiques, sur des titres individuels ou des fonds communs. Selon leurs gestionnaires, une partie des investisseurs auraient pivoté en faveur des FNB en raison du coût très élevés des frais en question sur les rendements à long terme.
Outre cet élément, la possibilité de les acheter comme une action, ainsi que la protection des souscripteurs par les mêmes règles que pour les SICAV ou les fonds communs de placement ont aussi concouru au succès de ces produits à l'international.

## Risques des FNB
Les ETF ne sont pas exempts de risques : risques sur les variations de cours de l'indice suivi ; risques sur les écarts — dits erreurs — par rapport aux indices suivis ; risques de liquidité (manque de liquidité du marché) liés à un manque de volume d'échanges sur le marché.
Pour les ETF étrangers, il peut aussi exister un risque de change.

### Risque systémique
Depuis plusieurs années, les FNB sont régulièrement accusés d'être des vecteurs de risque systémique. S'ils sont souvent loués pour leur transparence, leur simplicité et bénéficient par là même d'une popularité grandissante, liée notamment à l'élargissement de la gamme, les craintes portent notamment sur leur impact en cas de crise financière.

## FNB basé sur cryptoactif
En 2023, pour la première fois, le 27 juin, la Securities and Exchange Commission (SEC, la Commission des valeurs mobilières et des bourses des États-Unis) a autorisé la création (demande datée du 23 juin) d'un ETF basé sur une cryptomonnaie (le Bitcoin). Jusqu'alors, la SEC avait refusé toutes les demandes d'approbation de FNB basée sur le Bitcoin ou l'Ethereum. Baptisé Volatility Shares 2x Bitcoin Strategy (BITX), cet ETF-crypto est créé par une fiducie conseillée par le Trust américain « Volatility Shares LLC. » (déclaré comme société à responsabilité limitée dans le paradis fiscal du Delaware), agissant  à titre de conseiller de la fiducie en vertu d'un accord de gestion de placements. Ce FNB est de type « à effet de levier », c'est-à-dire qu'il permet à des clients de s'exposer au Bitcoin en ne plaçant que la moitié de sa valeur (un « effet de levier » permet dans ce contexte spéculatif, d'augmenter fictivement son capital en empruntant des liquidités, avec un espoir de gain augmenté, mais avec en contrepartie des pertes plus importantes en cas de mauvais investissement ou d'explosion de bulle spéculative). Ce FNB est aligné sur l'indice CME Bitcoin Futures Daily Roll,.
Le 6 février 2025, la Trump Media and Technology (TMTG, créée en 2021), propriété majoritairement de Donald Trump, alors président des Etats-Unis, et qui opère le réseau social Truth Social (créé par D. Trump), a demandé l'autorisation de créer plusieurs ETF basés sur le Bitcoin, ainsi que des comptes gérés séparément (SMA), au moment où les investisseurs européens boudent les ETF d’actions américaines à la suite des ordres ou annonces d'augmentation des droits de douane pour le Canada, le Mexique et l'Europe faite par D. Trump,.

## Règlementations

### Règlementation américaine
Aux États-Unis, les ETF sont sous l'autorité de la SEC et de la législation des États-Unis.

### Règlementation européenne
Dans l'union européenne, la majorité des ETF européens sont en lignes avec la directive sur les Undertaking for Collective Investment in Transferable Securities (UCITS) plus connues sous le sigle francophone OPCVM, acronyme d'Organisme de placement collectif en valeurs mobilières. Les ETF OPCVM devraient garantir la diversification en évitant qu'une seule holding dépasse 20%, la ségrégation, pour que les actifs soient dans une structure dédiée, et la liquidité.
L'Autorité européenne des marchés financiers a démarré son guide, ses lignes directrices, en 2012 et révisé en 2014, pour être revu en 2018.
L'Autorité européenne des marchés financiers souhaite que l'expression ETF ne soit pas utilisée pour des produits qui ne sont pas des OPCVM.
Les ETF des États-Unis sont considérés en Europe comme des "alternative investment funds" (AIFs). Pour être vendus au détail en Europe, ces AIFs doivent soit répondre à la législation sur les OPVCM, soit sur les documents d’informations clés relatifs aux produits d’investissement packagés de détail et fondés sur l’assurance, selon la commissaire européenne McGuinness.

## Acteurs spécialisés dans les ETF
BlackRock, qui conseille la Banque centrale européenne (BCE), est le plus important gestionnaire d'actifs au monde, avec près de 10 000 milliards de dollars sous gestion à la fin décembre 2021. Cette entreprise est active dans le développement des ETF via son produit iShares. La gamme iShares de BlackRock a été lancée au début de 2000. En 2005, elle détenait une part de marché de 44 % des actifs d'ETF sous gestion.
Aux États-Unis, le plus grand émetteur d'ETF est BlackRock iShares, avec une part de marché de 39 % en [Quand ?], contre 25 % pour The Vanguard Group et 16% pour
State Street Global Advisors (en)[réf. souhaitée].